# Base aérienne de Nevatim
La base aérienne de Nevatim (hébreu : בסיס נבטים) (code IATA : VTM • code OACI : LLNV), également connue sous le nom de base aérienne 28, est une base de l'armée de l'air israélienne située à 15 km à l'est-sud-est de Beer-Sheva, près du moshav de Nevatim (en) dans le désert du Néguev. 
C'est l'une des plus grandes d'Israël et elle possède trois pistes de longueurs différentes. Des avions de combat furtifs, des avions de transport, des avions ravitailleurs et des engins de reconnaissance/surveillance électronique, ainsi que l'Aile de Sion (en), y sont stationnés.
Tous les F-16 de la base aérienne ont été retirés au milieu des années 2010 et remplacés par des F-35I à partir de fin 2016.